# Filopaludina filosa
Filopaludina filosa е вид коремоного от семейство Viviparidae.

## Разпространение
Видът е разпространен във Виетнам, Камбоджа, Лаос, Мианмар и Тайланд.